# Torre de na Pòpia
La Torre de na Pòpia fou una torre de guaita situada dalt de na Pòpia, el puig més alt de l'illa de la Dragonera, a 352 metres. Construïda a final del segle xvi, el 1850 va ser enderrocada per a construir-hi un far.
Formava part d'un extens sistema de vigilància i senyalització de tota la costa mallorquina per combatre la pirateria, en el qual contribuïa com a torre de senyals. Concretament, rebia els senyals de la torre de Banyalbufar i els enviava a la torre del Cap Andritxol.

## Descripció
La torre feia uns deu metres d'alt i uns set i mig de diàmetre, i en general era força semblant a la torre de Llebeig. El parapet del terrat era a barbeta, perquè l'artilleria pogués disparar els enemics, encara que, a causa de la gran alçada a què es trobava, els seus trets eren poc eficaços.

## Història
Va ser construïda el 1580 a l'indret on ja feia segles que s'hi apostava una guarda per fer la mateixa funció. El 1592, els torrers demanaren la construcció d'un aljub, perquè, per la seva localització, és una tasca dura portar-hi aigua; tot i així, sembla que, d'entrada, no es construí, perquè en els anys successius consta que hi havia barrils i alfàbies per emmagatzemar aigua. El 1597 hi fou portada una peça d'artilleria.
La situació privilegiada de la torre la feia també més procliu a ser víctima dels llamps, cosa que comportà que necessitàs manteniment tot sovint: a mitjan segle xvii s'hi feren reparacions, i al segle xviii consta que el porxo s'havia esbucat i el parament estava malmès.
A final del segle xviii, la pirateria barbaresca va minorar considerablement, particularment gràcies a la campanya d'Alger de 1784, comandada pel Capità Antoni, i a conseqüència d'això es retirà l'artilleria, jutjada innecessària. Amb la Conquesta Francesa d'Alger de 1833, l'amenaça corsària desaparegué del tot, i el 1850, abans de la dissolució del Cos de Torrers el 1867, va ser enderrocada per construir-hi un far. No obstant això, els torrers continuaren amb la seva tasca de vigilància al cim de la Dragonera fins a la dissolució del cos; en aquests anys, sembla que habitaren en una cova de l'illa. El far de na Pòpia tenia una visibilitat excepcional, i es podia veure dels Columbrets estant. En canvi, els nívols n'impedien sovint la visibilitat, i per això el 1910 es va tancar i substituir pel Far de Llebeig i el Far de Tramuntana.